# East Cleveland (Ohio)
East Cleveland ist eine City im Cuyahoga County im US-Bundesstaat Ohio. Sie liegt unmittelbar nordöstlich von Cleveland und hat eine Fläche von 3,1 Quadratmeilen (8,1 km²). Das U.S. Census Bureau ermittelte bei der Volkszählung 2020 eine Einwohnerzahl von 13.792.
Rund zehn Kilometer nordöstlich vom Stadtzentrum Clevelands gelegen, wurde East Cleveland 1895 aus dem gleichnamigen Township ausgegliedert. Mit dem Bahnanschluss durch die Nickel Plate Road wuchs die Stadt nach der Jahrhundertwende sehr schnell. 1920 zählte sie bereits über 27.000 Einwohner. In den 1960er Jahren setzte eine starke Wanderungsbewegung ein; die ursprünglich weiße Bevölkerung zog fort, während immer mehr Schwarze nachrückten. 1984 war East Cleveland eine der größten Städte in der Region, die mehrheitlich von Schwarzen bewohnt wurde.
In den letzten Jahrzehnten hatte East Cleveland mit einer schwierigen Finanzlage zu kämpfen. Die Stadt steht seit 1988 unter Zwangsverwaltung, 2003 standen mit 7,8 Millionen Dollar Grundsteuer die Hälfte aller Einnahmen aus.
1955 ging mit der Red Line eine Schnellbahn zwischen East Cleveland und Cleveland in Betrieb. Auf dem Stadtgebiet gibt es zwei Stationen, Louis Stokes Station at Windermere und Superior. Daneben gibt es eine Schnellbuslinie nach Cleveland sowie eine Reihe von Buslinien in die umliegenden Gemeinden.
Größter Arbeitgeber vor Ort ist das Verwaltungs- und Forschungszentrum Nela Park der Lighting Division von General Electric mit rund 1.200 Mitarbeitern.
Zur überwiegend einkommensschwachen Gemeinde East Cleveland gehört auch ein Teil des äußeren Abschnitts der Euclid Avenue, die von 1860 bis etwa 1920 von zahlreichen feudalen Anwesen geprägt war und daher auch als Millionaire's Row, „Straße der Millionäre“, bekannt war. In einem der Häuser wohnte John D. Rockefeller.

## Söhne und Töchter der Stadt
- Harvey Warren Zorbaugh (1896–1965), Soziologe
- Erwin Griswold (1904–1994), Jurist, Hochschullehrer und United States Solicitor General
- Alan Baxter (1908–1976), Schauspieler
- William Edwin Minshall (1911–1990), Politiker
- Charles Bailey Faulhaber (* 1941), Romanist
- Anthony Sowell (1959–2021), Serienmörder
- Yvette Nicole Brown (* 1971), Schauspielerin